# Mk 48輕量化機槍
Mk 48是一款由埃斯塔勒國營工廠（英語：Fabrique Nationale de Herstal，簡稱：FN）旗下的一個部門，總部設在美国的FN生產公司所生產的輕型可散式彈鏈供彈的通用機槍，利用M13彈鏈發射火力強大的7.62×51毫米北约口徑步枪子彈。
Mk 48是與美國特種作戰司令部（英語：United States Special Operations Command，簡稱：USSOCOM，轄下部隊包括DEVGRU、Delta Force和綠色貝雷帽等著名特種部隊）所聯手研發，並且在美国特种部队司令部採用了這件武器後開始發配至旗下的特種作戰部隊。

## 歷史
2001年3月21日，美国特種作戰司令部（英語：USSOCOM）批准了任務需要聲明／作戰需求文檔（英語：Mission Need Statement/Operational Requirements Document，簡稱：MNS/ORD）當中一挺新型7.62×51毫米NATO「輕量化機槍」（英語：Lightweight machine gun，簡稱：LWMG），以取代正被美國海軍特種作戰司令部（簡稱：NAVSPECWARCOM）使用、但是已經證明是“不可靠的”M60E4／Mk 43 Mod 0／Mk 43 Mod 1。亦同時解決較可靠但是重量高的M240B不適合特種作戰的問題。
最初的輕量化機槍計劃是以Mk 46 Mod 0—目前被美国特种部队司令部所採用的美國軍隊現役轻机枪，M249 SAW的一種衍生型—和M240通用機槍系列—美國軍隊現役中型機槍—為藍本所開發出來的。
Mk 48 Mod 0是由國營埃斯塔勒（英語：Fabrique Nationale de Herstal，簡稱：FN）旗下、位於南卡罗来纳州哥伦比亚的美國分公司生產（亦為美國軍隊生產承包M16突击步枪、M249輕機槍和M240通用機槍系列的武器）。在該計劃以下，Mk 48 Mod 0在2003年3月21日開始實行全速生產，並在2003年8月開始裝備Mk 48 Mod 0。
為了滿足對武器減重的迫切需求，從2009年開始，美國特種作戰司令部向在阿富汗高海拔地區作戰的美国陸軍提供了一批Mk 48，作為在M240L（M240的輕量化版本）實用列裝之前的過渡性應急輕型中口徑機槍。

## 設計及戰術配件
Mk 48 Mod 0是一挺氣動式操作、氣冷、全自動射擊和M13彈鏈供彈的通用機槍。其設計是基於1970年代早期發射7.62×51毫米北约口徑制式步枪子彈的FN Minimi原型，並且在改進以後成為了原來發射5.56×45毫米北约口徑制式步枪子彈的Mk 46 Mod 0的放大口徑化版本。
由於Mk 48 Mod 0是國營埃斯塔勒（英語：Fabrique Nationale de Herstal，簡稱：FN）以原來的Mk 46 Mod 0為藍本並且加重、放大口徑而成，因此Mk 48亦裝有五條MIL-STD-1913戰術導軌（一條裝在機匣蓋頂部、兩條分別裝在護木／槍管隔熱罩的兩側、一條裝在護木／槍管隔熱罩底部、一條裝在槍管頂部，用以提高戰術性能）、一個連接在導氣活塞筒以上的內置钛合金製整體型折疊式兩腳架和連接在三腳架以上時使用的配接器。
這種武器配備有與M249相同的高度符合人體工學的固定聚合物槍托組件，內部容納液壓後座緩衝裝置和防滑底板。但亦與M249一樣，可以向原廠選擇改為使用“傘兵型”旋轉伸縮式管型金屬槍托組件（同樣內部容納液壓後座緩衝裝置和防滑底板）以便於空降及近戰任務。原來已經在Mk 46 Mod 0上移除的提把，在Mk 48 Mod 0上重新增設，以便在不需要使用其他裝備協助以下（例如耐熱手套）更換因長期射擊而變熱的槍管。提把在不使用時可以上下旋轉式折疊下來。與Mk 46 Mod 0一樣，Mk 48 Mod 0移除了M249型STANAG彈匣供彈口以節省重量。Mk 48 Mod 0使用M13可散式彈鏈協助供彈，可散式彈鏈可配放在100或200發硬塑料彈箱或是軟帆布彈袋裝載，下掛在機匣的底部。
Mk 48 Mod 0與M240，M249和Mk 46之間還有著很高的共用零件比例（70％），在需要更換損壞的零件時可以輕易更換。此外，MIL-STD-1913戰術導軌可以協助Mk 48 Mod 0安裝各種SOPMOD的戰術配件，例如ECOS-N（英語：Enhanced Combat Optical Sight，意為：增強型戰鬥光學瞄準鏡N型，國家庫藏編號：1240-01-495-1385）紅點瞄準鏡或是TA01NSN（國家庫藏編號：1240-01-412-6608）4×32毫米先进战斗光學瞄準鏡。Mk 48 Mod 0也可以利用底部的戰術導軌配備前握把以增加持續射擊的可控性。儘管由於Mk 48 Mod 0加大的膛室和加重槍管，因而比5.56×45毫米北约口徑版本的M249 SAW系列沉重，Mk 48 Mod 0仍然比M240輕了17％和短了8.4％。
Mk 48 Mod 0的缺點是機匣的壽命只有M240B的大約一半，有效射程和精度亦比M240B稍低。
Mk 48 Mod 0目前正在多個美國特種部隊司令部轄下的部隊服役，比如美國海軍海豹部隊（英語：SEAL）和美國陸軍遊騎兵部隊（英語：United States Army Rangers）。

## 衍生型

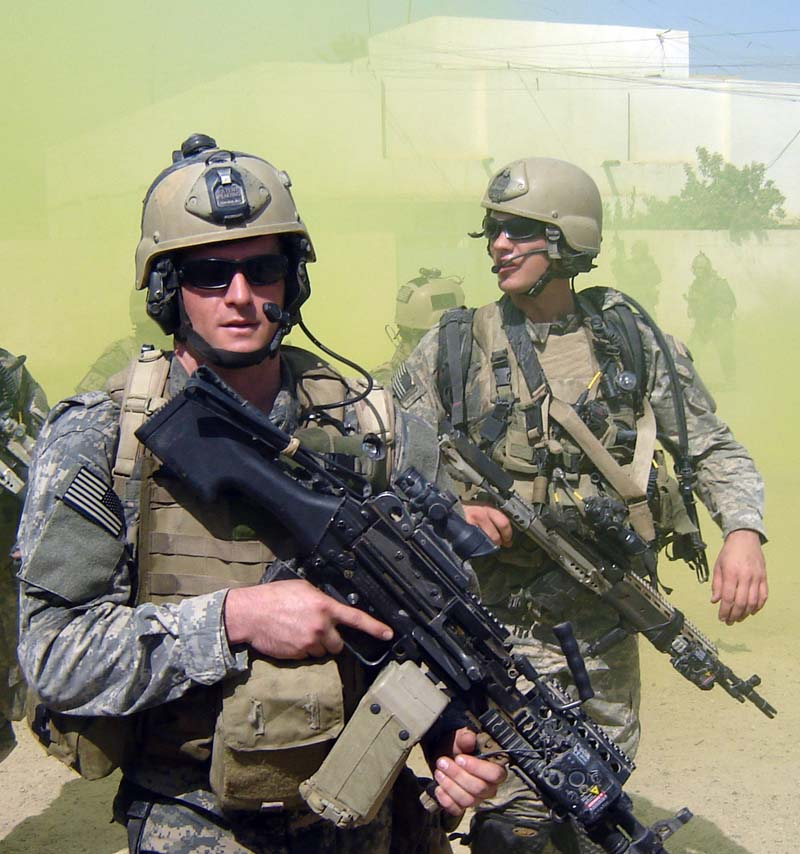
一名裝備Mk 48 Mod 0的海豹部隊下士麥可·安東尼·孟蘇爾(Michael Anthony Monsoor)，他於2006年9月29日在伊拉克陣亡。

### Mk 48 Mod 0

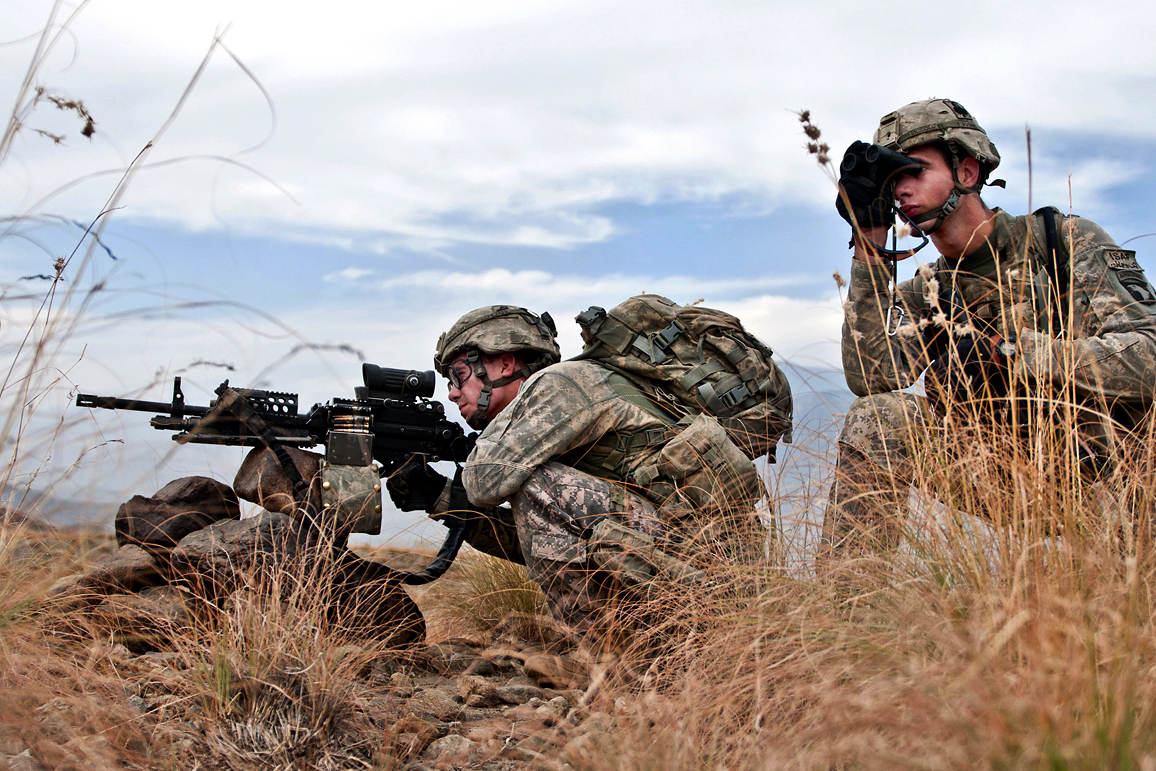
美國軍隊在阿富汗使用中的Mk 48 Mod 0輕量化機槍，拍攝於2010年。

Mk 48 Mod 0是應美国特種作戰司令部（英語：USSOCOM）的要求，以Mk 46放大口徑來發射7.62×51毫米北约口徑制式步枪子彈的版本，軍方定名為「輕量化機槍」（英語：Lightweight machine gun，簡稱：LWMG），以取代M60E4／Mk 43 Mod 0／Mk 43 Mod 1。雖然M60比美國陸軍現役的M240更輕，而且更適合作為美軍步兵的通用中型機槍作戰，但是M60的服役時間過長、設計缺陷引致的可靠性問題令美國陸軍在1990年代以M240B取代M60。但是美國海軍特種作戰司令部（簡稱：NAVSPECWARCOM）亦考量M240B重量約12.47公斤（27.5磅），配備551.18毫米（21.7英吋）標準槍管（連消焰器）時長達1,231.9毫米（48.5英吋）。因此就算M240B的可靠性更高，仍不願輕易放棄已提高機動性的M60E4配「突擊型」短槍管（重量為10.21公斤／22.5磅，全長為957.58毫米／37.7英吋）。正因如此美國特種部隊司令部（英語：USSOCOM）於2001年又開始徵求新型機槍。後來國營埃斯塔勒（英語：Fabrique Nationale de Herstal，簡稱：FN）以放大口徑的M249（Mk 46 Mod 0）參選。修改後的版本重8.39公斤（18.5磅）、全長為1,003.3毫米（39.5英吋）。Mk 48 Mod 0的新設計比起M60系列更輕、更為可靠耐用，而且操作維護方式與M249系列相同，甚至有一部份零件本身可與M249系列通用。美國特種作戰司令部計畫在2003年8月開始裝備Mk 48 Mod 0。

### Mk 48 Mod 1

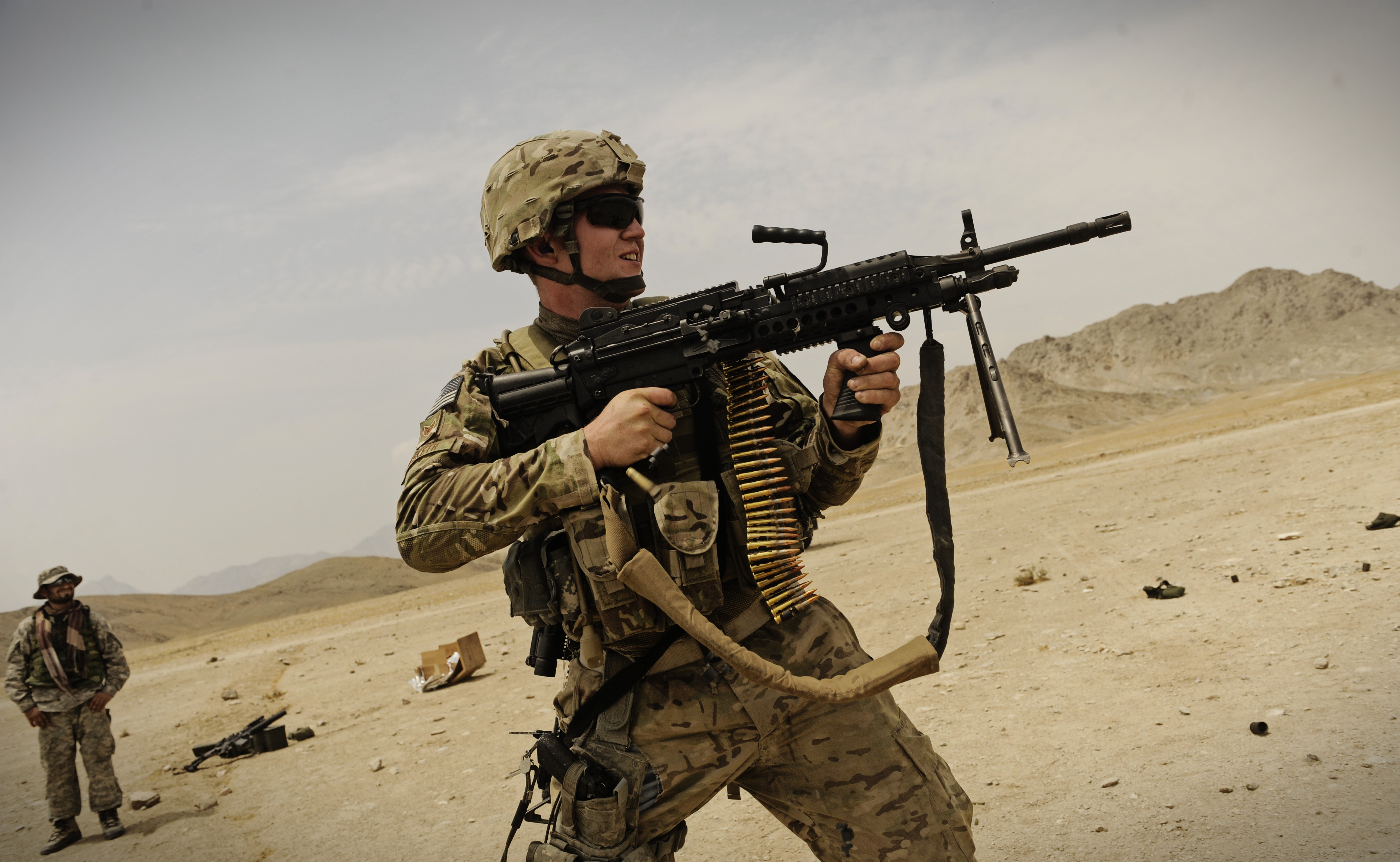
一名美国空军人員在阿富汗試射Mk 48 Mod 1輕量化機槍，拍攝於2011年。

Mk 48 Mod 1為Mk 48 Mod 0改進型版本。與Mk 48 Mod 0一樣，實際上是由M249放大7.62×51毫米北约口徑，但改用501.65毫米（19.75英吋）槍管，空槍重8.33公斤（18.37磅），理論射速為每分鐘500—625發。主要變化包括使用可調節式槍托，改進型導軌接口系統，取而代之的是將原來的鉸接式熱防護罩取而代之以連接到槍管的M249式隔熱罩，以及改進型兩腳架安裝方式。

### Mk 48 Mod 2原型
在2019年5月20日開始、國防工業協會的年度特種作戰部隊行業會議（SOFIC）以上，埃斯塔勒公佈了其新型Mk 48 Mod 2機槍的原型，該機槍可發射6.5毫米口徑克里德莫爾彈。它是為響應美國特種作戰司令部的要求而研發。美國特種作戰部隊有興趣購買輕型彈鏈供彈式“突擊”機槍，因為這款機槍的射程比現有武器更出色。

## 使用國
- 捷克
- 印度
- 美国

## 流行文化
Mk 48出現在电影、電視節目和不少电子游戏裡，例如：

### 电影
- 2009年—：NEST修改型，具有充滿未來感的外殼、槍管隔熱罩、哈里斯兩腳架和M145機槍用光學瞄準鏡，由NEST所使用。
- 2012年—《海豹六隊：突襲奧薩馬·本·拉登（英语：Seal Team Six: The Raid on Osama Bin Laden）》：裝上前握把，由海豹六隊隊員「馬騾」（Mule，艾勒比飾演）所使用。
- 2012年—：裝上消聲器並且由海豹六隊成員用在襲擊拉登。
- 2013年—：由海豹部隊隊員所使用。
- 2014年—《美國狙擊手》：裝上ACOG光學瞄準鏡並且由海豹部隊成員萊恩·約伯（Ryan Job，傑克·麥克道曼飾演）所使用。
- 2025年—《戰役》：裝有各種戰術配件，由海豹部隊成員所使用。

### 電視資訊節目
- 2007年—《新时代武器（英语：Future Weapons）》：2月26日第2季第7集（播出順序為第13集）“掠食者”（英語：Predators），型號為Mk 48 Mod 0。

### 電視劇
- 2017年—《生死狙擊》第二季：回憶情節中由美國海軍陸戰隊關鍵技能幹員所使用。

### 電子遊戲
- 2007年—：型號為Mk 48 Mod 0，最早於韓國版2012年2月23日時推出。使用啞黑色槍身與灰色彈箱、以120發M13彈鏈供彈和EOTECH全息瞄準鏡（奇怪地在不搭配輔助望远镜下卻具有1.5—2倍放大倍率，而且使用時僅拉近遊戲畫面）。港台地區於2012年3月6日推出，命名為「MK48」；中国大陆地區於2012年3月7日推出，命名為「劫掠者」；在各地版本均已開放使用，但泰國版因結束營運的關係而不會在這個版本開放使用。港台地區於2012年6月12日推出透過武器強化系統升級的兩个強化型外觀；中国大陆地區於2012年6月13日推出透過武器強化系統升級的兩个強化型外觀。另外亦有多種改進版：
  - THANATOS-7：最早於韓國版2014年12月18日時推出，為Mk 48其中一種反殭屍用改進型，使用黑色和紫色槍身。機匣至護木頂部具有回旋死神鐮刀發射器，使用發射器時會將大型迴旋刀刃展開。迴旋刀刃射出以後會橫掃敵方造成刀割損傷，並在射程末端原地產生持續性強力傷害。港台地區於2015年1月9日推出，命名為「塔納托斯的垂鐮」；中國大陸地區於2015年1月8日推出，命名為「斩魂」；泰國版、土耳其版及新加坡／馬來西亞版因結束營運的關係而不會在這三個版本開放使用。
  - VULCANUS-7：最早於韓國版2015年7月9日時推出，為Mk 48其中一種反殭屍用改進型，使用白色、藍色和橙色槍身；機匣蓋頂部裝具有Vulcanus裝置，護木頂部則是其中一根自動輔助槍管（另外還有兩根收納在Vulcanus裝置兩側），而Vulcanus裝置內部還具有導彈發射器（次要發射鍵）；前者在射擊一定子彈時會從收納處展開並自動發動攻擊以造成額外傷害（發射雷射），後者則從Vulcanus裝置發射導彈，但射出全部導彈後會導致全槍系統過載而停止運作。港台地區於2015年7月14日推出，命名為「無畏狂戰」；中國大陸地區於2015年7月15日推出，命名為「惊破天」。
- 2009年—：型號為Mk 48 Mod 0，由美国海軍陸戰隊偵察兵和三角洲特種部隊士兵所使用，作為主要支援武器，連M68 Aimpoint紅點鏡，沙漠迷彩塗裝。
- 2009年—：型號為Mk 48 Mod 0，命名為「Mk48 Mod 0」，由美国海軍陸戰隊員所使用。
- 2012年—：型號為Mk 48 Mod 0，命名為「Mk48」，以150發彈鏈裝在彈箱內供彈，旋轉伸縮式管型金屬槍托，可以使用反向散射光學瞄準鏡。
- 2012年—：型號為Mk 48 Mod 1，命名為「Mk 48」，載彈量為100發（聯機模式時可使用改裝：延長彈匣增至135發），初始攜彈量為300發（戰役模式）和200發（聯機模式），最高攜彈量為700發（戰役模式）和400發（聯機模式）。戰役模式之中由美國海軍海豹六隊、美国特勤局及“核心之日”屬下的僱傭兵（Mercs）所使用；聯機模式時於等級4解鎖，並可以使用EOTECH全息瞄準鏡、前握把、全金屬披甲彈（英语：Full metal jacket bullet）、反射式瞄準鏡、快速抽出握把、目標搜索器、可調節槍托、ACOG光學瞄準鏡、激光瞄準器、消音器、可變倍率式瞄準鏡（狙擊鏡）、延長彈匣、混合式光學瞄準鏡、射速增加、雙波段式瞄準鏡。
- 2014年—：型號為Mk 48 Mod 1，命名為“MK48”。

## 資料來源
1. 1 2 3 4 5 6 7 8  . FNH USA Official Website. 2012  [2012-09-03]. （原始内容存档于2014-01-05）.
2. ↑  John Pike. . GlobalSecurity.org. 11 November 2005  [12 January 2011]. （原始内容存档于2020-10-31）.
3. ↑  Fuller, BG Peter N.; COL Douglas A. Tamilio.  (PDF). PEO Soldier. United States Army. 18 May 2010  [28 October 2010]. （原始内容 (PDF)存档于2011年11月14日）.
4. ↑  .   [2011-01-04]. （原始内容存档于2009-08-06）.
5. ↑  Pushies 2004，第88頁
6. ↑  Popenker, Maxim. .   [2016-11-18]. （原始内容 (html)存档于2009-03-23）.
7. ↑  .   [2011-01-04]. （原始内容 (html)存档于2010-12-23）.[]
8. ↑   (html).[永久][]
9. ↑  .   [2020-01-25]. （原始内容存档于2021-01-07）.
10. ↑  .   [2020-01-25]. （原始内容存档于2020-10-01）.

## 外部連結
- （英文）—FNH USA官方網站—MK48 MOD 1
- （英文）—Modern Firearms—Mk 48 Mod 0
- （英文）—FN Manufacturing, LLC—MK48 MOD 1
- （英文）—Military.com article on Mk 48 （页面存档备份，存于）
- （英文）—GlobalSecurity.org production info on Mk 48 （页面存档备份，存于）
- （英文）—Small Arms Review article on the MK48
- （英文）—The Firearm Blog.com—
  - Knob Creek ’13- The Quaker Mk48 （页面存档备份，存于）
  - Book Review: Guns of the Special Forces 2001-2015 （页面存档备份，存于）
- （英文）—Tactical-Life.com—
  - MK 48 MOD1 7.62×51mm （页面存档备份，存于）
  - Sneak Peek: FNH USA MK-48 MOD 1 （页面存档备份，存于）
  - Spec-Ops MK 48 （页面存档备份，存于）
- （简体中文）—槍炮世界—FN Minimi—Mk48 MOD0 （页面存档备份，存于）
- （简体中文）—《轻兵器》—“海豹”利器 （页面存档备份，存于）

### 视频
- （英文）—MK 46／48 Mod 1的宣傳片[永久]